# Akka (stacja kolejowa)
Akka (hebr.: עכו) – stacja kolejowa w mieście Akka, w Izraelu. Jest obsługiwana przez Rakewet Jisra’el.

Stacja znajduje się we wschodniej części miasta Akka. W latach 2001-2002 dworzec przeszedł gruntowną przebudowę, podczas której powstała nowoczesna hala dworcowa, nowa platforma na perony i tunel łączący dwa perony. Dworzec jest przystosowany dla osób niepełnosprawnych.

## Połączenia
Pociągi z Akki jadą do Naharijji, Hajfy, Tel Awiwu, Lod, Modi’in, Rechowot, Aszkelonu i Beer Szewy.